# Osan

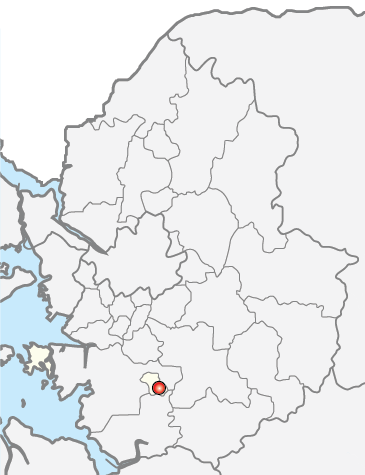
Osan-si

Osan (Osan-si, hangul: 오산시, hancha: 烏山市) – miasto w prowincji Gyeonggi w Korei Południowej, 56,9 km na południe od Seulu i 15,4 km od Suwon. Populacja wynosi około 120 000 osób. Miasto zajmuje powierzchnię 42,752 km².
Miejscowa ekonomia wspierana jest przez przedsiębiorstwa rolnicze i przemysłowe.
8 km na południe od miasta znajduje się baza lotnicza Sił Powietrznych Stanów Zjednoczonych, której nazwa wywodzi się od nazwy miasta Osan AB.